# 多布連卡
49°18′38″N 35°27′15″E / 49.31056°N 35.45417°E
多布倫卡（烏克蘭語：Добренька）是位於烏克蘭東部的村莊，由哈爾科夫州别列斯京区的納塔利內市鎮負責管轄。該村始建於1840年，面積2.55平方公里，海拔高度108米，2001年人口513，人口密度每平方公里201.5人。